# سیارک ۱۱۳۷۰
سیارک ۱۱۳۷۰ (به انگلیسی: 11370 Nabrown، نامگذاری:1998QD35) یازده هزار و سیصد و هفتاد و یکمین سیارک کشف شده‌است که در ۱۷ اوت ۱۹۹۸ کشف شد.
قدر مطلق سیارک برابر ۱۲.۳ است.